# Liolaemus platei
Liolaemus platei — вид ігуаноподібних ящірок родини Liolaemidae. Ендемік Чилі. Вид названий на честь німецького зоолога Людвіга Германа Плате.

## Поширення і екологія
Liolaemus platei поширені на заході центрального Чилі, від Антофагасто до Кокімбо. Вони живуть в захростях чилійського маторралю. Зустрічаються на висоті до 1050 м над рівнем моря. Живляться комахами, відкладають яйця.